# Whaddon Road
Whaddon Road, también conocido como EV Charger Points Stadium gracias a un patrocinio, es un estadio defútbol ubicado en la ciudad de Cheltenham (Gloucestershire, Inglaterra). Ha sido el estadio oficial del club de futbol Cheltenham Town FC desde el año 1932. Cuenta con una capacidad máxima de 7.066 espectadores y dispone de una combinación de asientos y terrazas. El nombre oficial del estadio fue Victory Sports Ground  hasta abril del año 2009, cuando cambió su nombre a Abbey Business Stadium gracias a un acuerdo con un patrocinador.  El 13 de julio de 2015 se anunció que el club había llegado a un acuerdo de tres años para cambiar el nombre del estadio a The World of Smile Stadium, pero el acuerdo finalizó después de tan solo un año y el estadio pasó a llamarse LCI Rail Stadium en 2016-17, antes de cambiar su nombre a Jonny-Rocks Stadium en 2018-19 y finalmente a Completely-Suzuki Stadium en el año 2022.

## Historia
El estadio, ubicado en donde antiguamente estaban las perreras Berkeley Hunt , inicio su construcción por Cheltenham Original Brewery en el año 1927 y ha sido el campo de Cheltenham Town desde 1932. Sin embargo, no albergó fútbol senior durante 67 años. Cheltenham celebró su septuagésimo aniversario en el estadio tras lograr el ascenso a la Segunda División de la Football League, el tercer nivel del fútbol inglés, por primera vez en su historia.
El récord máximo de asistencia fue de 8.326 personas en el partido contra el Reading, en la primera ronda de la FA Cup, logrado el 17 de noviembre de 1956. Debido a su tamaño Whaddon Road fue el estadio más pequeño de la League One durante las temporadas de 2007-08 y 2008-09.

## Gradas

Tribunas de Hazlewoods (entonces tribuna de Carlsberg) y tribuna de Colin Farmer (entonces tribuna de In2Print), en 2011

El estadio está conformado por cuatro tribunas:
- Tribuna Hazlewoods (Whaddon Road): con una capacidad aproximada para 1.100 personas. Esta tribuna con todos los asientos detrás de una de las porterías, inicialmente llamada Carlsberg Stand, se inauguró en 2005 y está destinada a los aficionados visitantes. Para la temporada 2009-10 se entregó a los aficionados locales, pero después de una temporada fue devuelto a los aficionados visitantes.
- Tribuna de Colin Farmer (Wymans Road): con una capacidad para aproximadamente 2000 personas. Una tribuna con todos los asientos que se extiende a lo largo de un lado del campo. La tribuna, inaugurada en noviembre de 2001, acoge a los hinchas del "Ejército Rojo 1887" situados en el bloque 1. Para los partidos importantes, se ceden dos secciones de la tribuna a los aficionados visitantes. A principios de la temporada 2016-17 pasó a llamarse Tribuna Colin Farmer, en memoria de Colin Farmer, exdirector del club durante muchos años.
- Tribuna Optimising IT  (Prestbury Road End): con una capacidad para aproximadamente 2.000 personas. En 2000-01 se le puso un techo; ahora es una terraza cubierta.
- Tribuna Autovillage (Tribuna Principal): con una capacidad aproximada para 1.600 personas. Construida en 1963, es una mezcla de terrazas (en la parte delantera) y asientos (en la parte trasera). La tribuna principal se extiende a lo largo de un lado del campo, pero es inusual, ya que no se extiende a lo largo de toda la línea de banda y no llega a ninguno de los banderines de esquina. Contiene los vestuarios de los jugadores, zonas de recibimiento, dirección y prensa. La Sección Familiar se encuentra ubicada en el Bloque C de esta tribuna.

## Otros equipos
Otros equipos que han utilizado (y/o) utilizan Whaddon Road como sede son:
- Gloucester City A.F.C
- St Mark´s
- Endsleigh
- Cheltenham Original Brewery

El terreno de juego también ha sido utilizado como sede de numerosas finales de ligas locales y copas juveniles.

## Juegos internacionales
El estadio ha sido utilizado en los siguientes partidos internacionales:
- 28 de enero de 1939: Inglaterra amateur contra Gales amateur (5-2)
- 2 de marzo de 1993: Inglaterra semiprofesional vs Gales semiprofesional (2-1)
- 4 de septiembre de 2005: Inglaterra sub-17 vs Italia sub-17 (1–2)
- 27 de octubre de 2011: Inglaterra sub-16 vs Gales sub-16 (4-0)